# NGC 7077
NGC 7077 ist eine elliptische Zwerggalaxie mit ausgedehnten Sternentstehungsgebieten vom Hubble-Typ E1 im Sternbild Wassermann auf der Ekliptik. Sie ist schätzungsweise 59 Millionen Lichtjahre von der Milchstraße entfernt und hat einen Durchmesser von etwa 15.000 Lichtjahren.

Im selben Himmelsareal befinden sich die Galaxien NGC 7081, IC 1380, IC 5111.
Die Galaxie liegt im Lokalen Void, einer riesigen, leeren Region des Weltraums neben unserer lokalen Gruppe.
Das Objekt wurde am 11. August 1863 von Albert Marth entdeckt.